# Люпи, Франсишку
Франсишку Дуарте ди Алмейда Люпи (порт. Francisco Duarte de Almeida Lupi, 6 марта 1920 — январь 1954) — португальский шахматист, национальный мастер.
Один из сильнейших шахматистов Португалии 1940-х гг.
Во время Второй мировой войны участвовал в ряде соревнований, проводившихся на территории Испании. Победил в выставочном турнире в Касересе (1945). Участники, кроме чемпиона мира А. А. Алехина и Ф. Люпи, играли парами. Люпи выиграл личную встречу у Алехина. Статус турнира не позволил в дальнейшем учредителю символического клуба Михаила Чигорина считать эту победу основанием для внесения имени Ф. Люпи в реестр членов клуба.
Небольшой коммерческий матч с Ф. Люпи в январе 1946 года стал последним серьезным соревнованием в жизни А. А. Алехина (матч состоялся в рамках подготовки к лондонскому турниру и финансировался Португальской шахматной федерацией). Матч завершился победой чемпиона мира (+2,-1,=1). Победа во второй партии матча вписала имя Ф. Люпи в число членов клуба Михаила Чигорина.
Осенью 1945 — весной 1946 гг., когда чемпион мира жил в Португалии, Ф. Люпи много помогал Алехину: организовывал сеансы одновременной игры и публиковал в местных изданиях статьи на шахматные темы. После смерти Алехина Люпи выпустил о нем большую статью в двух частях (английское название — «Broken King», первая публикация — в журнале «Chess World» в сентябре и октябре 1946 г.).
По окончании войны Ф.Люпи принял участие в крупном международном турнире в Лондоне (1946 г.).

## Спортивные результаты
| Год  | Город    | Соревнование           | + | − | = | Результат | Место |
| ---- | -------- | ---------------------- | - | - | - | --------- | ----- |
| 1944 | Сарагоса | Матч с Р. Реем Ардидом | 1 | 5 | 0 | 1 : 5     |       |
| 1945 | Хихон    | Международный турнир   |   |   |   | 4 из 9    | 6     |
|      | Сабадель | Международный турнир   |   |   |   | 6 из 9    | 3—4   |
|      | Касерес  | Международный турнир   |   |   |   | 4 из 5    | 1     |
| 1946 | Эшторил  | Матч с А. А. Алехиным  | 1 | 2 | 1 | 1½ : 2½   |       |
|      | Лондон   | Международный турнир   | 1 | 7 | 3 | 2½ из 11  | 12    |
| 1951 | Мадрид   | Международный турнир   |   |   |   |           | [ 8 ] |